# Аль-Аглі (Триполі)
Футбольний клуб «Аль-Аглі Триполі» (араб. النادي الأهلي طرابلس الرياضي) — лівійський професійний футбольний клуб, який базується в місті Триполі. Клуб був заснований у 1950 році, і спочатку засновники клубу мали намір назвати його «Аль-Іттіхад», що в перекладі з арабської означає «Незалежність». Проте тогочасна британська адміністрація Лівії, небезпідставно вважаючи таку назву виявом прагнення країни до незалежності, заборонила використання цієї назви, і в результаті клуб перейменували на «Аль-Аглі», що означає «Народний».
«Аль-Аглі» грає домашні матчі на стадіоні «Триполі» місткістю 45 тисяч глядачів. Клуб грає в Прем'єр-лізі Лівії, найвищому футбольному дивізіоні країни. «Аль-Аглі» є одним із найтитулованіших клубів країни, клуб 13 разів ставав чемпіоном країни, та 7 разів ставав володарем Кубка Лівії. В африканських клубних турнірах клуб став автором одного із найбільших скандалів, коли в 1984 році відмовився від участі у фіналі Кубка володарів кубків КАФ проти каїрського «Аль-Аглі», оскільки на той час відносини між Лівією і Єгиптом були дуже напруженими.

## Відомі гравці
За «Аль-Аглі» у 2001—2003 роках грав Аль-Сааді Каддафі, син лівійського диктатора Муаммара Каддафі. За час виступів за клуб Каддафі-молодший відрізнявся зверхністю до партнерів по команді, які вимушені були йому підігрувати, за участі й арбітрів матчу, які мали забезпечувати правильний результат для команди сина диктатора.

## Титули і досягнення
- Чемпіон Лівії (13): 1963—1964, 1970—1971, 1972—1973, 1973—1974, 1977—1978, 1983—1984, 1992—1993, 1993—1994, 1994—1995, 2000, 2013—2014, 2015—2016, 2022—2023
- Володар Кубка Лівії (7): 1976, 1994, 2000, 2001, 2006, 2016, 2023
- Володар Суперкубка Лівії (2): 2000, 2017